# Flex Your Head
Flex Your Head ist ein Kompilationsalbum mit Musik von Hardcore-Punk-Gruppen der amerikanischen Ostküste, insbesondere aus Washington, D.C., veröffentlicht im Januar 1982 von Dischord Records. Es stellt  die erste Langspielplatte des Labels dar.

## Entstehungsgeschichte

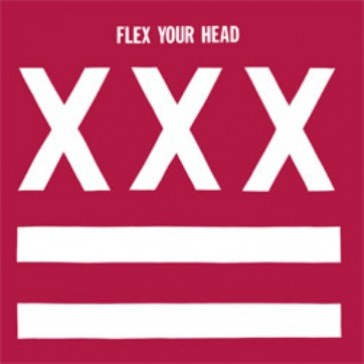
Eine Covervariante

Ian MacKaye und Jeff Nelson waren 1980 in der Band The Teen Idles aktiv. Da es keine Plattenfirma gab, die ihre Musik veröffentlichen wollte, gründeten sie das Label Dischord Records. Ihre erste Veröffentlichung war die EP Minor Disturbance ihrer eigenen Band. Ausgehend von den Teen Idles gründeten sich in Washington mehrere neue Hardcore-Bands wie Government Issue, S.O.A. (mit Henry Rollins), die Untouchables und Youth Brigade. Im Januar 1982 entschloss sich das Label, das gerade in eine neue Wohnung gezogen war, dazu, eine Kompilation mit Stücken befreundeter Bands herauszubringen. Wie bei allen anderen Veröffentlichungen des Labels bediente sich Dischord der DIY-Maxime und veröffentlichte die Kompilation komplett in Eigenregie, von der Produktion über das Bezahlen des Presswerks bis hin zum Erstellen und Zusammenkleben der Schallplattencover.
Das Album erschien als siebte Veröffentlichung des Labels. Es wurden überwiegend unveröffentlichte Lieder verwendet, insbesondere solche der mittlerweile aufgelösten Teen Idles und der Nachfolgeband Minor Threat. Zu den vorgestellten Gruppen zählten außerdem Artificial Peace, Deadline, Youth Brigade, Iron Cross, Red C, Untouchables, Void und Government Issue. Die Kompilation enthält insgesamt 32 Stücke. Die Stücke von Government Issue, Void, Untouchables, Deadline und Artificial Peace waren jeweils deren erste Veröffentlichungen, die von Red C darüber hinaus auch ihre einzigen. Die Schallplatte wurde mit insgesamt vier verschiedenen Plattencovern veröffentlicht. Eine CD-Version des Albums erschien 1993 bei Dischord, eine neu abgemischte Nachpressung 2002.

## Bedeutung
Diese erste Kompilation von Dischord gilt als eine der wichtigsten Veröffentlichungen des Hardcores. Sie legte den Grundstein für die Vormachtstellung der DC-Hardcore-Szene, von der aus Hardcore Punk zu einer der größten Subszenen der Punk-Subkultur der 1980er Jahre wurde. Durch die Zusammenstellung der ersten Titel von Minor Threat und der Vorläuferband Teen Idles wurde zudem der Grundstein für die Straight-Edge-Bewegung gelegt. Das US-Magazin Stereogum bezeichnete den Sampler in einer Auflistung der 13 wichtigsten Tonträger des D.C. Hardcore als „Stein von Rosette der Hardcoreszene“ und gemeinsam mit dem Debütalbum der Bad Brains als „Startpunkt für alles, was dann (an Hardcore-Musik) folgte“.
Eine ähnliche Zusammenstellung namens This Is Boston, Not L.A. erschien wenige Monate später in Boston.

## Titelliste
1. The Teen Idles – I Drink Milk
2. The Teen Idles – Commie Song
3. The Teen Idles – No Fun
4. Untouchables – Rat Patrol
5. Untouchables – Nic Fit
6. Untouchables – I Hate You
7. SOA – I Hate the Kids
8. SOA – Disease
9. SOA – Stepping Stone Party
10. Minor Threat – Stand Up
11. Minor Threat – 12XU
12. Government Issue – Hey, Ronnie
13. Government Issue – Lie, Cheat & Steal
14. Youth Brigade – Moral Majority
15. Youth Brigade – Waste of Time
16. Youth Brigade – Last Word
17. Red C – Jimi 45
18. Red C – Pressure’s One
19. Red C – 6 O’Clock News
20. Red C – Assassin
21. Void – Dehumanized
22. Void – Authority
23. Void – My Rules
24. Iron Cross – Wargames
25. Iron Cross – New Breed
26. Iron Cross – Live for Now
27. Artificial Peace – Artificial Peace
28. Artificial Peace – Outside Looking In
29. Artificial Peace – Wasteland
30. Deadline – Stolen Youth
31. Deadline – Hear the Cry
32. Deadline – Aftermath

## Versionen
Die Erstpressung erschien mit einer Violine auf dem Cover und wurde 4000 mal gepresst, die Zweitpressung mit einem Kornfeld auf dem Cover 3000 mal. Eine dritte Version mit einem verschwommenen Kopf auf dem Cover erschien in einer 3000er Auflage. Eine spezielle Version für das Vereinigte Königreich erschien mit dem Symbol der Straight-Edge-Bewegung, drei großen X, auf dem Cover und wurde von Alternative Tentacles vertrieben. Spätere Nachpressungen im CD-Format enthielten Miniaturausgaben der Plattencover und einen Nachdruck des Textblattes plus Cover.